# Перелік атак БпЛА Shahed 136 у 2023 році
У цьому переліку наведені усі задокументовані атаки ударними БпЛА типу Shahed, протягом 2023 року. 
| не зафіксовано руйнувань   |
| руйнування без жертв       |
| руйнування з жертвами      |
| влучання за межами України |

## Перелік

### Січень
22-23 січня було оприлюднено серійні номери двох збитих БпЛА: М523, М562.
У січні 2023 було зафіксовано щонайменше 95 БпЛА та щонайменше 1 влучання (1%).
| дата       | регіон  | місце   | всього | влучань | влучання                                                               | жертви      |
| ---------- | ------- | ------- | ------ | ------- | ---------------------------------------------------------------------- | ----------- |
| 01.01.2023 | Україна | Україна | 32     | —       | 32 збиті ППО                                                           | —           |
| 02.01.2023 | Україна | Україна | 39     | —       | 39 збиті ППО                                                           | —           |
| 02.01.2023 | Київ    | Київ    | —      | —       | пошкодження житлових будинків та об'єктів інфраструктури уламками БпЛА | 1 поранений |
| 26.01.2023 | Україна | Україна | 24     | —       | 24 збиті ППО                                                           | —           |
| 26.01.2023 | Київ    | Київ    | 24     | —       | уламками пошкоджено 5 житлових будинків, 7 об'єктів та споруд, авто    | —           |

### Лютий
27 лютого на чорноморському узбережжі Болгарії було знайдено уламки БпЛА із серійним номером М299.
У лютому 2023 було зафіксовано щонайменше 49 БпЛА та щонайменше 2 влучання (4%).
| дата       | регіон                   | місце                    | всього | влучань | влучання                                                 | жертви                  |
| ---------- | ------------------------ | ------------------------ | ------ | ------- | -------------------------------------------------------- | ----------------------- |
| 10.02.2023 | Україна                  | Україна                  | 5      | —       | 5 збиті ППО                                              | —                       |
| 10.02.2023 | Хмельницька обл.         | Шепетівка                | 2      | 1+      | зафіксовано влучання по об'єкту критичної інфраструктури | —                       |
| 10.02.2023 | Україна (повторна атака) | Україна (повторна атака) | 20     | —       | 20 збиті ППО                                             | —                       |
| 11.02.2023 | Україна                  | Україна                  | 4      | —       | 4 збиті ППО                                              | —                       |
| 27.02.2023 | Київ                     | Київ                     | 11     | —       | 11 збиті ППО                                             | —                       |
| 27.02.2023 | Хмельницька обл.         | Хмельницький             | 3      | 1+      | зафіксовано влучання по цивільному об'єкту               | 2 загиблих, 3 поранених |
| 28.02.2023 | Полтавська обл.          | Полтавська обл.          | 4      | —       | 4 збиті ППО                                              | —                       |

### Березень
У березні 2023 було зафіксовано щонайменше 94 БпЛА та щонайменше 23 влучання (24%).
| дата       | регіон                | місце            | всього | влучань | влучання                                                                 | жертви                  |
| ---------- | --------------------- | ---------------- | ------ | ------- | ------------------------------------------------------------------------ | ----------------------- |
| 06.03.2023 | північ України        | північ України   | 13     | —       | 13 збиті ППО                                                             | —                       |
| 06.03.2023 | північ України        | північ України   | 2      | 1+      | результат влучання невідомий                                             | —                       |
| 08.03.2023 | Сумська обл.          | Сумська обл.     | 2      | —       | 2 збиті ППО, зафіксовано серійний номер М595                             | —                       |
| 09.03.2023 | Житомирська обл.      | Житомир          | 8      | 4       | 4 збиті ППО, 4 влучання по критичній інфраструктурі                      | —                       |
| 18.03.2023 | Україна               | Україна          | 8      | —       | 8 збиті ППО                                                              | —                       |
| 18.03.2023 | Львівська обл.        | Яворівський р-н  | 6      | 3       | 3 збиті ППО, 3 влучання у нежитлові споруди                              | —                       |
| 18.03.2023 | Дніпропетровська обл. | Новомосковськ    | 2      | 2       | 2 влучання у цистерни з пальним на залізничній станції                   | —                       |
| 22.03.2023 | Київська обл.         | Ржищів           | 21     | 5       | 16 збиті ППО, влучання у гуртожитки, зафіксовано серійний номер М629     | 9 загиблих, 7 поранених |
| 22.03.2023 | Житомирська обл.      | Житомирська обл. | 21     | 5       | 16 збиті ППО, влучання у інфраструктурний об'єкт                         | 9 загиблих, 7 поранених |
| 24.03.2023 | Сумська обл.          | Білопілля        | 1+     | 1+      | повідомлено про БпЛА, зафіксовано серійний номер М670, наслідки невідомі | —                       |
| 24.03.2023 | Дніпропетровська обл. | Кривий Ріг       | 6      | 5       | 1 збитий ППО, 5 влучань з невідомими наслідками                          | —                       |
| 27.03.2023 | північ України        | північ України   | 15     | 1       | 14 збиті ППО, 1 влучання в інфраструктурний об'єкт у Ізюмському районі   | 2 поранених             |
| 31.03.2023 | північ України        | північ України   | 10     | 1       | 9 збиті ППО, 1 влучання з невідомими наслідками                          | 2 поранених             |

### Квітень
У квітні 2023 було зафіксовано щонайменше 89 БпЛА та щонайменше 15 влучань (17%).
| дата       | регіон            | місце             | всього | влучань | влучання                                                                 | жертви |
| ---------- | ----------------- | ----------------- | ------ | ------- | ------------------------------------------------------------------------ | ------ |
| 04.04.2023 | Миколаївська обл. | Миколаївська обл. | 1      | —       | 1 збитий ППО                                                             | —      |
| 04.04.2023 | Одеська обл.      | Одеська обл.      | 16     | 3       | 13 збиті ППО, 3 влучання у промисловий об'єкт, без жертв                 | —      |
| 16.04.2023 | Харківська обл.   | Харківська обл.   | 1      | —       | 1 збитий ППО                                                             | —      |
| 18.04.2023 | Миколаївська обл. | Миколаївська обл. | 1      | —       | 1 збитий ППО, зафіксовано серійний номер М836                            | —      |
| 18.04.2023 | Запорізька обл.   | Запорізька обл.   | 6      | —       | 6 збиті ППО                                                              | —      |
| 18.04.2023 | Одеська обл.      | Одеська обл.      | 10     | —       | 10 збиті ППО                                                             | —      |
| 18.04.2023 | Одеська обл.      | Одеська обл.      | 2      | 2       | влучання по об’єкту громадської інфраструктури                           | —      |
| 20.04.2023 | Чернігівська обл. | Чернігівська обл. | 1      | —       | 1 збитий ППО, зафіксовано серійний номер М67?                            | —      |
| 20.04.2023 | схід України      | схід України      | 21     | —       | 21 збитий ППО                                                            | —      |
| 20.04.2023 | схід України      | схід України      | 5      | 5       | 5 влучань із невідомими наслідками                                       | —      |
| 21.04.2023 | північ України    | північ України    | 8      | —       | 8 збитий ППО                                                             | —      |
| 21.04.2023 | північ України    | північ України    | 4      | 4       | 4 влучання із невідомими наслідками                                      | —      |
| 21.04.2023 | Запорізька обл.   |                   | 5      | 1       | 4 збиті ППО, 1 влучання у будинок, зафіксовано серійні номери М806, М808 | —      |
| 24.04.2023 | схід України      | схід України      | 6      | —       | 6 збиті ППО, зафіксовано серійний номер М846                             | —      |
| 29.04.2023 | Донецька обл.     | Краматорськ       | 2      | —       | 2 збиті ППО, ймовірні ураження уламками, зафіксовано серійний номер M803 | —      |

### Травень
У травні 2023 було зафіксовано щонайменше 406 БпЛА та щонайменше 42 влучання (10%).
26 травня було оприлюднено уламки БпЛА із серійним номером М1062.
| дата       | регіон                    | місце                     | всього | влучань | влучання                                                                     | жертви                  |
| ---------- | ------------------------- | ------------------------- | ------ | ------- | ---------------------------------------------------------------------------- | ----------------------- |
| 03.05.2023 | Україна                   | Україна                   | 21     | —       | 21 збиті ППО                                                                 | —                       |
| 03.05.2023 | Кіровоградська обл.       | Кропивницький             | 5      | 5       | зафіксовано декілька влучань у нафтобазу в Кропивницькому                    | —                       |
| 04.05.2023 | Україна                   | Україна                   | 9      | 3       | зафіксовано всього 24 БпЛА, 18 збито ППО, 3 влучання з невідомими наслідками | —                       |
| 04.05.2023 | Одеська обл.              | Одеса                     | 15     | 3       | Одесу атакувало 15 БпЛА, 12 знищено, 3 влучання у будівлі гуртожитків        | —                       |
| 05.05.2023 | схід України              | схід України              | 2      | —       | 2 збиті ППО, зафіксовано серійний номер М756                                 | —                       |
| 06.05.2023 | південь України           | південь України           | 8      | —       | 8 збиті ППО                                                                  | —                       |
| 08.05.2023 | Київська обл.             | Київська обл.             | 35     | —       | 35 збиті ППО                                                                 | —                       |
| 09.05.2023 | Дніпропетровська обл.     | Дніпропетровська обл.     | 3      | —       | 3 збиті ППО, ідентифіковано серійний номер М206                              | —                       |
| 13.05.2023 | Україна                   | Україна                   | 17     | —       | усі інші збиті ППО                                                           | —                       |
| 13.05.2023 | Чернігівська обл.         | Чернігівська обл.         | 17     | —       | щонайменше 1 БпЛА був збитий військовими 105-го прикордонного загону         | —                       |
| 13.05.2023 | Хмельницька обл.          | Грузевиця                 | 4      | 4       | влучання у склади авіабомб у селі Грузевиця                                  | 21 поранено             |
| 14.05.2023 | Україна                   | Україна                   | 18     | —       | 18 збиті ППО                                                                 | —                       |
| 16.05.2023 | Київ                      | Київ                      | 3      | —       | 3 збиті ППО                                                                  | —                       |
| 18.05.2023 | Україна                   | Україна                   | 2      | —       | 2 збиті ППО                                                                  | —                       |
| 19.05.2023 | Дніпропетровська обл.     | Кривий Ріг                | 22     | 6       | 16 збиті ППО, зафіксовано влучання у Кривому Розі                            | 2 поранено              |
| 19.05.2023 | схід України              | схід України              | 2      | —       | 2 збиті ППО                                                                  | —                       |
| 20.05.2023 | Київ                      | Київ                      | 18     | —       | 18 збиті ППО                                                                 | —                       |
| 22.05.2023 | Україна                   | Україна                   | 20     | —       | 20 збиті ППО                                                                 | —                       |
| 23.05.2023 | Україна                   | Україна                   | 6      | —       | 6 збиті ППО                                                                  | —                       |
| 24.05.2023 | Харківська обл.           | Великий Бурлук            | 2+     | 2+      | пошкоджено школу, адміністративну будівлю та будинок культури                | —                       |
| 25.05.2023 | південь та північ України | південь та північ України | 36     | —       | 36 збиті ППО                                                                 | —                       |
| 26.05.2023 | Київська обл.             | Київська обл.             | 31     | 8       | 17 збиті ППО, ураження уламками                                              | —                       |
| 26.05.2023 | Дніпропетровська обл.     | Марганець                 | 31     | 8       | 6 збиті ППО                                                                  | 1 поранений             |
| 26.05.2023 | Харківська обл.           | Мерефа                    | 1+     | 1+      | влучання у нафтобазу                                                         | —                       |
| 26.05.2023 | Харківська обл.           | Ізюм                      | 1+     | 1+      | влучання у об'єкти промислової та цивільної інфраструктури                   | —                       |
| 28.05.2023 | Київ та Київська обл.     | Київ та Київська обл.     | 40     | —       | 40 збиті ППО, ураження уламками                                              | 1 загиблий, 2 поранених |
| 28.05.2023 | Миколаївська обл.         |                           | 19     | 1       | 18 збиті ППО, руйнування будівель від влучання та уламків                    | —                       |
| 28.05.2023 | Житомирська обл.          |                           | 19     | 1       | 18 збиті ППО, руйнування будівель від влучання та уламків                    | —                       |
| 29.05.2023 | Україна                   | Україна                   | 35     | 6       | 29 збиті ППО                                                                 | —                       |
| 29.05.2023 | Одеська обл.              | Одеса                     | 35     | 6       | зафіксоване влучання у портову інфраструктуру                                | —                       |
| 30.05.2023 | Україна                   | Україна                   | 31     | 2       | 29 збиті ППО                                                                 | 1 загиблий, 4 поранено  |
| 30.05.2023 | Київ                      |                           | 31     | 2       | 29 збиті ППО                                                                 | 1 загиблий, 4 поранено  |

### Червень
У червні 2023 було зафіксовано щонайменше 201 БпЛА та 35 влучань (17%).
13 червня було оприлюднено уламки БпЛА із серійним номером М1046. 30 червня міністру оборони Литви було подаровано уламок БпЛА із серійним номером М232.
| дата       | регіон                | місце               | всього | влучань | влучання                                                       | жертви                   |
| ---------- | --------------------- | ------------------- | ------ | ------- | -------------------------------------------------------------- | ------------------------ |
| 01.06.2023 | Україна               | Україна             | 21     | —       | 21 збиті ППО                                                   | —                        |
| 04.06.2023 | Сумська обл.          | Середина-Буда       | —      | 2+      | зафіксовано 1 вибух, ймовірно від БпЛА Shahed 136              | —                        |
| 04.06.2023 | Сумська обл.          | Шостка              | —      | 2+      | зафіксовано 3 вибухи, ймовірно від БпЛА Shahed 136             | —                        |
| 04.06.2023 | Сумська обл.          | Миколаївка          | —      | 2+      | зафіксовано 4 вибухи, ймовірно від БпЛА Shahed 136             | —                        |
| 04.06.2023 | Україна               | Україна             | 5      | 2+      | 3 збиті ППО, 2 влучання згідно повідомлення ГШ ЗСУ             | —                        |
| 09.06.2023 | Україна               | Україна             | 16     | 6       | 10 збиті ППО, наслідки влучання 6 БПЛА невідомі                | —                        |
| 10.06.2023 | Україна               | Україна             | 35     | 15      | 20 збиті ППО                                                   | —                        |
| 10.06.2023 | Одеська обл.          | Одеса               | 35     | 15      | пошкодження житлових будинків від БпЛА та уламків              | 3 загиблих, 26 поранених |
| 10.06.2023 | Харківська обл.       | Богодухівський р-н  | 35     | 15      | зафіксовано влучання в цивільні об'єкти                        | 1 загиблий, 2 поранено   |
| 10.06.2023 | Харківська обл.       | Куп'янський р-н     | 35     | 15      | зафіксовано влучання в цивільні об'єкти                        | 1 загиблий, 2 поранено   |
| 11.06.2023 | Сумська обл.          | Сумська обл.        | 6      | —       | 6 збиті ППО                                                    | —                        |
| 11.06.2023 | Харківська обл.       |                     | 6      | —       | 6 збиті ППО                                                    | —                        |
| 13.06.2023 | Україна               | Україна             | 4      | 3       | 1 збитий ППО, влучання у житлову забудову                      | —                        |
| 13.06.2023 | Харківська обл.       | Харків              | 4      | 3       | 1 збитий ППО, влучання у житлову забудову                      | —                        |
| 14.06.2023 | Кіровоградська обл.   | Світловодськ        | 10     | 1       | 9 збиті ППО, влучання у об'єкт інфраструктури, без жертв       | —                        |
| 14.06.2023 | Україна               | Україна             | 2      | —       | 14 червня було опубліковане відео із невдалою атакою двох БпЛА | —                        |
| 15.06.2023 | Україна               | Україна             | 20     | —       | 20 збиті ППО                                                   | —                        |
| 16.06.2023 | Миколаївська обл.     | Миколаївська обл.   | 2      | —       | 2 збиті ППО                                                    | —                        |
| 18.06.2023 | Дніпропетровська обл. | Кривий Ріг          | 2      | —       | 2 збиті ППО                                                    | —                        |
| 19.06.2023 | південь України       | південь України     | 4      | —       | 4 збиті ППО                                                    | —                        |
| 20.06.2023 | Україна               | Україна             | 35     | 3       | 32 збиті ППО, ураження уламками                                | —                        |
| 20.06.2023 | Львівська обл.        | Львів               | 35     | 3       | влучання, без жертв                                            | —                        |
| 21.06.2023 | Хмельницька обл.      | Хмельницька обл.    | 6      | —       | 6 збиті ППО                                                    | —                        |
| 22.06.2023 | Одеська обл.          | Одеська обл.        | 4      | 1       | 3 збиті ППО, 1 влучив в складське приміщення                   | —                        |
| 24.06.2023 | Україна               | Україна             | 2      | —       | 2 збиті ППО                                                    | —                        |
| 26.06.2023 | Кіровоградська обл.   | Кіровоградська обл. | 8      | 1       | 7 з 8 збиті ППО, наслідки влучання не встановлено              | —                        |
| 26.06.2023 | Сумська обл.          |                     | 8      | 1       | 7 з 8 збиті ППО, наслідки влучання не встановлено              | —                        |
| 27.06.2023 | Україна               | Україна             | 6      | —       | 6 збиті ППО                                                    | —                        |
| 30.06.2023 | Запорізька обл.       | Запорізька обл.     | 13     | 3       | 10 збиті ППО, наслідки влучання не встановлені                 | —                        |

### Липень
У липні 2023 було зафіксовано щонайменше 250 БпЛА та 44 влучання (18%).
3 липня було оприлюднено уламки БпЛА із серійним номером Ы002.
| дата       | регіон                | місце                 | всього | влучань | влучання                                                                                  | жертви                  |
| ---------- | --------------------- | --------------------- | ------ | ------- | ----------------------------------------------------------------------------------------- | ----------------------- |
| 01.07.2023 | Київська обл.         | Київська обл.         | 8      | —       | 8 збиті ППО                                                                               | —                       |
| 03.07.2023 | Сумська обл.          | Суми                  | 17     | 4       | 13 збиті ППО, влучання у житловий будинок                                                 | 3 загиблих, 24 поранено |
| 07.07.2023 | Дніпропетровська обл. | Дніпропетровська обл. | 6      | 2       | 6 збиті ППО, внаслідок падіння 1 уразив автомобіль, ще один влучив в складське приміщення | 2 загиблих              |
| 07.07.2023 | Україна               | Україна               | 12     | 4       | 12 збиті ППО, наслідки влучання ще 4 невідомі                                             | —                       |
| 08.07.2023 | Дніпропетровська обл. | Дніпропетровська обл. | 7+     | 2+      | 5 збиті ППО, влучання у об'єкти промислової інфраструктури, без жертв                     | —                       |
| 08.07.2023 | Кіровоградська обл.   | Кіровоградська обл.   | 7+     | 2+      | 5 збиті ППО, влучання у об'єкти промислової інфраструктури, без жертв                     | —                       |
| 11.07.2023 | Київська обл.         |                       | 28     | 2       | 26 збиті ППО, два влучання в адмінбудівлю припортового об'єкту                            | —                       |
| 11.07.2023 | Одеська обл.          | Одеса                 | 28     | 2       | 26 збиті ППО, два влучання в адмінбудівлю припортового об'єкту                            | —                       |
| 12.07.2023 | Черкаська обл.        |                       | 15     | 4       | 11 збиті ППО, влучання в об'єкти нежитлової інфраструктури                                | 2 поранено              |
| 13.07.2023 | Київ                  | Київ                  | 20     | —       | 20 збиті ППО, пошкодження уламками                                                        | 1 загиблий, 4 поранено  |
| 14.07.2023 | Дніпропетровська обл. | Кривий Ріг            | 17     | 1       | 16 збиті ППО, влучання у комунальне підприємство                                          | 1 поранено              |
| 15.07.2023 | Запорізька обл.       | Запорізький р-н       | 6      | 2       | 4 збиті ППО, 2 влучання у інфраструктурний об'єкт                                         | 1 поранено              |
| 17.07.2023 | Дніпропетровська обл. | Дніпропетровська обл. | 2      | —       | 2 збиті ППО                                                                               | —                       |
| 18.07.2023 | Одеська обл.          | Одеса                 | 36     | 5       | 31 збиті ППО, влучання у промислові та цивільні об'єкти на узбережжі                      | —                       |
| 18.07.2023 | Миколаївська обл.     | Миколаїв              | 36     | 5       | 31 збиті ППО, влучання у промислові та цивільні об'єкти на узбережжі                      | 1 поранено              |
| 19.07.2023 | Житомирська обл.      | Чуднів                | 32     | 9       | влучання у склад радянських боєприпасів                                                   | —                       |
| 19.07.2023 | Одеська обл.          | Одеська обл.          | 32     | 9       | 23 збиті ППО, влучання у інфраструктурні та цивільні об'єкти                              | —                       |
| 19.07.2023 | Херсонська обл.       | Херсон                | 32     | 9       | 23 збиті ППО, влучання у інфраструктурні та цивільні об'єкти                              | 1 поранено              |
| 20.07.2023 | Чернігівська обл.     | Семенівка             | 19     | 6       | 13 збиті ППО, влучання у інфраструктурні та цивільні об'єкти                              | —                       |
| 20.07.2023 | Одеська обл.          | Одеса                 | 19     | 6       | 13 збиті ППО, влучання у інфраструктурні та цивільні об'єкти                              | 2 поранено              |
| 21.07.2023 | Україна               | Україна               | 5      | —       | 5 збиті ППО                                                                               | —                       |
| 24.07.2023 | Сумська обл.          | Сумська обл.          | 1      | —       | 1 збитий ППО                                                                              | —                       |
| 24.07.2023 | Одеська обл.          | Рені                  | 4+     | 1+      | 3 збиті ППО, зафіксовано влучання в інфраструктуру порту                                  | 4 поранено              |
| 25.07.2023 | Київська обл.         | Київська обл.         | 1+     | —       | усі цілі збиті ППО                                                                        | —                       |
| 25.07.2023 | Сумська обл.          | Сумська обл.          | 1      | —       | 1 збитий ППО                                                                              | —                       |
| 25.07.2023 | Полтавська обл.       | Полтавська обл.       | 1      | —       | 1 збитий ППО                                                                              | —                       |
| 25.07.2023 | Житомирська обл.      | Житомирська обл.      | 1      | 1       | постраждав інфраструктурний об'єкт                                                        | —                       |
| 25.07.2023 | Черкаська обл.        | Черкаська обл.        | 3      | 1       | 2 впали в полі, 1 влучання у пустий ангар                                                 | —                       |
| 27.07.2023 | Україна               | Україна               | 8      | —       | 8 збиті ППО                                                                               | —                       |
| 30.07.2023 | Херсонська обл.       | Херсонська обл.       | 2      | —       | 2 збиті ППО                                                                               | —                       |
| 30.07.2023 | Дніпропетровська обл. | Дніпропетровська обл. | 2      | —       | 2 збиті ППО                                                                               | —                       |

### Серпень
У серпні 2023 було зафіксовано щонайменше 187+ БпЛА та 37 влучань (20%). Атаки зафіксовано у 14 з 31 ночі серпня.
2 серпня було оприлюднено уламки БпЛА із серійним номером Ы089.
Станом на початок серпня росіяни запустили по Україні 1 961 дрон Shahed з початку повномасштабного вторгнення.
| дата       | регіон            | місце             | всього | влучань | влучання                                                                                 | жертви                 |
| ---------- | ----------------- | ----------------- | ------ | ------- | ---------------------------------------------------------------------------------------- | ---------------------- |
| 01.08.2023 | Харківська обл.   | Харків            | 3+     | 3       | влучання у приміщення гуртожитку, без жертв                                              | —                      |
| 02.08.2023 | Київська обл.     | Київська обл.     | 37     | 14      | влучання в житловий будинок в селі Горенка, а також ураження уламками у Києві та області | —                      |
| 02.08.2023 | Одеська обл.      | Ізмаїл            | 37     | 14      | влучання в інфраструктуру порту                                                          | —                      |
| 03.08.2023 | Київська обл.     | Київська обл.     | 15     | —       | 15 збиті ППО                                                                             | —                      |
| 06.08.2023 | Україна           | Україна           | 27     | —       | 27 збиті ППО                                                                             | —                      |
| 10.08.2023 | Рівненська обл.   | Дубно             | 10     | 3       | 7 збиті ППО, влучання у нафтобазу                                                        | —                      |
| 12.08.2023 | Запорізька обл.   | Запорізька обл.   | 5      | 2       | 3 збиті ППО, наслідки інших 2 не встановлені                                             | —                      |
| 14.08.2023 | Одеська обл.      | Одеса             | 15     | —       | 15 збиті ППО, завдано пошкодження уламками БпЛА                                          | 3 поранено             |
| 16.08.2023 | Одеська обл.      | Ізмаїльський р-н  | 14+    | 1+      | 13 збиті ППО, завдано пошкодження портовій інфраструктурі                                | —                      |
| 19.08.2023 | Хмельницька обл.  | Хмельницька обл.  | 17     | 2       | 15 збиті ППО, ураження військових складів пошкодження 30+ будинків                       | 2 поранено             |
| 21.08.2023 | Чернігівська обл. | Чернігівська обл. | 1+     | 1+      | відомо про влучання у цивільний об'єкт прикордонної громади Чернігівщини                 | —                      |
| 23.08.2023 | Одеська обл.      | Одеська обл.      | 20+    | 9+      | 11 збиті ППО, пошкодження зерносховищ і виробничо-перевантажувальних комплексів          | —                      |
| 23.08.2023 | Сумська обл.      | Ромни             | 1+     | 1       | влучання у приміщення школи                                                              | 4 загиблих, 4 поранено |
| 25.08.2023 | південь України   | південь України   | 1      | —       | збито ППО під час ранкового ракетного удару                                              | —                      |
| 25.08.2023 | Харківська обл.   | Харківська обл.   | 2      | —       | 2 збиті ППО увечері                                                                      | —                      |
| 27.08.2023 | Запорізька обл.   | Запорізька обл.   | 2      | —       | 2 збиті ППО                                                                              | —                      |
| 30.08.2023 | Україна           | Україна           | 16     | 1       | 15 збиті ППО, наслідки влучання 1 не встановлені                                         | —                      |

### Вересень
У вересні 2023 було зафіксовано щонайменше 504 БпЛА та 107 влучань (21%). Атаки зафіксовано у 19 з 30 ночей вересня. У грудні 2023 Texty.org.ua наклали на карту всі приблизні маршрути ворожих повітряних атак, які тривали з 6 вересня по 3 листопада.
11 вересня було оприлюднено уламки БпЛА із серійним номером Ы130.
| дата     | регіон                   | місце                    | всього | влучань | влучання                                                                                        | жертви                 |
| -------- | ------------------------ | ------------------------ | ------ | ------- | ----------------------------------------------------------------------------------------------- | ---------------------- |
| 03.09.23 | Одеська обл.             | Ізмаїльський р-н         | 25     | 3       | 22 збиті ППО, зафіксоване влучання у бензовоз                                                   | —                      |
| 04.09.23 | південь та схід України  | південь та схід України  | 32     | 9       | 23 збиті ППО, влучання у промислову інфраструктуру міста Рені, падіння на території Румунії     | —                      |
| 06.09.23 | Одеська обл.             | Кілія                    | 25     | 10      | 15 збиті ППО, пошкоджені припортові та с/г об'єкти, елеватори, адміністративні будівлі          | 1 загиблий             |
| 07.09.23 | Одеська обл.             | Ізмаїльський р-н         | 33     | 8       | 25 збиті ППО, пошкоджені елеватор, адміністративні приміщення, вантажівки                       | 2 поранено             |
| 08.09.23 | Одеська обл.             | Одеська обл.             | 20     | 4       | 16 збиті ППО                                                                                    | —                      |
| 10.09.23 | Київ                     | Київ                     | 33     | 7       | 26 збиті ППО, уламки впали в чотирьох районах столиці, зафіксовано пошкодження багатоповерхівки | 1 поранений            |
| 10.09.23 | Київська обл.            | Київська обл.            | 33     | 7       | 26 збиті ППО, уламки впали в чотирьох районах столиці, зафіксовано пошкодження багатоповерхівки | —                      |
| 11.09.23 | південь та схід України  | південь та схід України  | 12     | —       | 12 збиті ППО                                                                                    | —                      |
| 13.09.23 | Одеська обл.             | Одеська обл.             | 44     | 12      | 32 збиті ППО                                                                                    | —                      |
| 13.09.23 | Сумська обл.             | Сумська обл.             | 44     | 12      | 32 збиті ППО                                                                                    | —                      |
| 13.09.23 | Тулча, Румунія           | Тулча, Румунія           | 1      | —       | в районі населених пунктів Нуферу та Вікторія в окрузі Тулча, було знайдено фрагменти БпЛА      | —                      |
| 14.09.23 | Одеська обл.             | Одеська обл.             | 22     | 5       | 17 збиті ППО                                                                                    | —                      |
| 14.09.23 | Сумська обл.             | Сумська обл.             | 22     | 5       | 17 збиті ППО                                                                                    | —                      |
| 15.09.23 | південь та захід України | південь та захід України | 17     | —       | 17 збиті ППО                                                                                    | —                      |
| 16.09.23 | Одеська обл.             | Одеська обл.             | 6      | —       | 6 збиті ППО                                                                                     | —                      |
| 18.09.23 | південь України          | південь України          | 24     | 6       | 18 збиті ППО, наслідки влучання 6 не встановлені                                                | —                      |
| 19.09.23 | Львівська обл.           | Львів                    | 30     | 3       | 27 збиті ППО, влучання у складські приміщення                                                   | 1 загиблий, 2 поранено |
| 20.09.23 | центр та схід України    | центр та схід України    | 24     | 7       | 17 збиті ППО, відомо про влучання у Кременчуцький НПЗ                                           | —                      |
| 23.09.23 | південь України          | південь України          | 15     | 1       | 14 збиті ППО                                                                                    | —                      |
| 25.09.23 | південь України          | південь України          | 19     | —       | 19 збиті ППО                                                                                    | —                      |
| 26.09.23 | Одеська обл.             | Ізмаїльський р-н         | 38     | 12      | припортова інфраструктура, складські приміщення ,вантажівки                                     | 2 поранено             |
| 26.09.23 | Миколаївська обл.        | Миколаївська обл.        | 38     | 12      | влучання у сільськогосподарське підприємство                                                    | —                      |
| 28.09.23 | південь України          | південь України          | 44     | 10      | 34 збиті ППО, влучання в об'єкти інфраструктури                                                 | —                      |
| 28.09.23 | Кіровоградська обл.      | Богданівка               | 44     | 10      | 34 збиті ППО, влучання в об'єкти інфраструктури                                                 | —                      |
| 28.09.23 | Дніпропетровська обл.    | Кривий Ріг               | 44     | 10      | 34 збиті ППО, влучання в об'єкти інфраструктури                                                 | —                      |
| 30.09.23 | Вінницька обл.           | Вінницька обл.           | 40     | 10      | 20 збиті ППО, влучання в інфраструктуру у Вінницькій області                                    | —                      |
| 30.09.23 | Одеська обл.             | Одеська обл.             | 40     | 10      | 6 збиті ППО                                                                                     | —                      |
| 30.09.23 | Миколаївська обл.        | Миколаївська обл.        | 40     | 10      | 4 збиті ППО                                                                                     | —                      |

### Жовтень
У жовтні 2023 було зафіксовано щонайменше 285 БпЛА та 54 влучання (19%).
10 жовтня було оприлюднено уламки БпЛА із серійним номером К205. 28 жовтня у музеї війни відкрили виставку збитих російських дронів де були представлені уламки БпЛА із серійними номерами М649 та К008.
27 жовтня стало відомо що у Румунії запрацювала система боротьби з дронами в районі дельти Дунаю біля кордону з Україною.
| дата     | регіон                   | місце                    | всього | влучань | влучання                                                                                                 | жертви      |
| -------- | ------------------------ | ------------------------ | ------ | ------- | --- | ----------- |
| 01.10.23 | Черкаська обл.           | Умань                    | 30     | 14      | 16 збиті ППО, влучання у зерносховище, нафтобазу                                                         | 1 поранений |
| 01.10.23 | Дніпропетровська обл.    | Кривий Ріг               | 30     | 14      | 16 збиті ППО                                                                                             | —           |
| 01.10.23 | Харківська обл.          | Харківська обл.          | 30     | 14      | 16 збиті ППО                                                                                             | —           |
| 01.10.23 | Херсонська обл.          | Херсонська обл.          | 30     | 14      | 16 збиті ППО                                                                                             | —           |
| 02.10.23 | Херсонська обл.          | Херсонська обл.          | 7      | 3       | 4 збиті ППО                                                                                              | —           |
| 03.10.23 | південь та схід України  | південь та схід України  | 31     | 2       | 29 збиті ППО                                                                                             | —           |
| 05.10.23 | Кіровоградська обл.      | Кіровоградська обл.      | 29     | 5       | 24 збиті ППО, влучання в об‘єкт інфраструктури у Кіровоградській області                                 | —           |
| 06.10.23 | Одеська обл.             | Одеська обл.             | 33     | 8       | пошкоджено зерносховище, пошкоджено 9 вантажівок                                                         | —           |
| 06.10.23 | південь та схід України  | південь та схід України  | 33     | 8       | 25 збиті ППО                                                                                             | —           |
| 10.10.23 | південь України          | південь України          | 36     | 9       | 27 збиті ППО                                                                                             | —           |
| 12.10.23 | Плауру, Румунія          | Плауру, Румунія          | 1      | —       | на території Румунії впав ударний безпілотник під час російської атаки на портову інфраструктуру України | —           |
| 12.10.23 | Одеська обл.             | Одеська обл.             | 33     | 5       | відомо про влучання у портову та промислову інфраструктуру                                               | 1 поранений |
| 12.10.23 | Харківська обл.          | Харків                   | 33     | 5       | більшість збита ППО, наслідки влучання не встановлені                                                    | —           |
| 16.10.23 | Україна                  | Україна                  | 12     | 1       | 11 збиті ППО, наслідки влучання 1 невідомі                                                               | —           |
| 17.10.23 | південь України          | південь України          | 6      | —       | 6 збиті ППО                                                                                              | —           |
| 19.10.23 | Україна                  | Україна                  | 9      | 6       | 3 збиті ППО, наслідки влучання 6 невідомі                                                                | —           |
| 22.10.23 | Україна                  | Україна                  | 3      | —       | 3 збиті ППО                                                                                              | —           |
| 23.10.23 | Україна                  | Україна                  | 13     | —       | 13 збиті ППО                                                                                             | —           |
| 24.10.23 | Україна                  | Україна                  | 6      | —       | 6 збиті ППО                                                                                              | —           |
| 25.10.23 | Хмельницька обл.         | Нетішин                  | 11     | —       | 11 збиті ППО, від вибухів пошкоджені нежитлові приміщення, житлові будинки та транспорт                  | 21 поранено |
| 25.10.23 | Хмельницька обл.         | Славута                  | 11     | —       | 11 збиті ППО, від вибухів пошкоджені нежитлові приміщення, житлові будинки та транспорт                  | 21 поранено |
| 27.10.23 | Миколаївська обл.        | Вознесенський р-н        | 6      | 1       | відомо про влучання за межами міста                                                                      | —           |
| 29.10.23 | Миколаївська обл.        | Миколаївська обл.        | 5      | —       | 5 збиті ППО                                                                                              | —           |
| 29.10.23 | Хмельницька обл.         |                          | 5      | —       | 5 збиті ППО                                                                                              | —           |
| 29.10.23 | Запорізька обл.          |                          | 5      | —       | 5 збиті ППО                                                                                              | —           |
| 30.10.23 | південь та центр України | південь та центр України | 12     | —       | 12 збиті ППО                                                                                             | —           |
| 31.10.23 | Україна                  | Україна                  | 2      | —       | 2 збиті ППО                                                                                              | —           |

### Листопад
У листопаді 2023 було зафіксовано щонайменше 369 БпЛА та 62 влучання (17%), з них 12 влучань відбулися в атаці по прифронтових регіонах. Також відомо про щонайменше один БпЛА який передчасно упав.
20 листопада було оприлюднено уламки БпЛА із серійним номером Ы617. 25 листопада стало відомо що РФ почала застосовувати «Шахеди» чорного кольору, аби їх важче було виявити. 26 листопада було оприлюднено уламки БпЛА із серійним номером К485. 28 листопада було оприлюднено уламки БпЛА із серійним номером К300. 30 листопада стало відомо що росіяни почали застосовувати українську мережу мобільного зв’язку для координації атак дронами та обходу української протиповітряної оборони, також 30 листопада було оприлюднено уламки БпЛА із серійними номерами Ы792 та Ы820.
| дата     | регіон                   | місце                    | всього | влучань | влучання                                                                                  | жертви                |
| -------- | ------------------------ | ------------------------ | ------ | ------- | ----------------------------------------------------------------------------------------- | --------------------- |
| 01.11.23 | Полтавська обл.          | Кременчук                | 19     | 1       | завдано удари по Кременчуцькому НПЗ та об’єктах критичної і військової інфраструктури     | —                     |
| 01.11.23 | південь та центр України | південь та центр України | 19     | —       | 18 збиті ППО                                                                              | —                     |
| 01.11.23 | Дніпропетровська обл.    | Нікополь                 | 1      | 1       | влучання у приватне підприємство                                                          | 1 загибла, 4 поранено |
| 03.11.23 | Львівська обл.           | Львівська обл.           | 38+    | 5+      | 11 збиті ППО, влучання в об'єкт критичної інфраструктури                                  | —                     |
| 03.11.23 | Харківська обл.          | Харків                   | 38+    | 9+      | 13 збиті ППО, влучання у житлові (в т ч памʼятку архітектури) та господарські будівлі     | —                     |
| 03.11.23 | Харківська обл.          | Харківська обл.          | 38+    | 9+      | 13 збиті ППО, влучання у житлові (в т ч памʼятку архітектури) та господарські будівлі     | —                     |
| 04.11.23 | Сумська обл.             | Сумська обл.             | 2      | —       | 2 збиті ППО                                                                               | —                     |
| 06.11.23 | Одеська обл.             | Одеська обл.             | 22     | 5       | 11 збиті ППО, влучання в музей, житлову та промислову забудову                            | 8 поранено            |
| 10.11.23 | Україна                  | Україна                  | 6      | 1       | 5 збиті ППО                                                                               | —                     |
| 11.11.23 | Україна                  | Україна                  | 31     | 12      | 19 збиті ППО, більшість ударних БпЛА спрямовано по прифронтових регіонах                  | —                     |
| 14.11.23 | Україна                  | Україна                  | 9      | 2       | 7 збиті ППО, наслідки влучання 2 невідомі                                                 | —                     |
| 16.11.23 | Україна                  | Україна                  | 18     | 2       | 16 збиті ППО, наслідки влучання 2 невідомі                                                | —                     |
| 17.11.23 | Україна                  | Україна                  | 10     | 1       | 9 збиті ППО                                                                               | —                     |
| 17.11.23 | Запорізька обл.          | Запоріжжя                | 10     | 1       | відомо про пошкодження двох нежитлових будівель                                           | —                     |
| 18.11.23 | Україна                  | Україна                  | 38     | 9       | 29 збиті ППО                                                                              | —                     |
| 18.11.23 | Одеська обл.             | Одеський р-н             | 38     | 9       | відомо про пошкодження об’єкту енергетичної інфраструктури                                | —                     |
| 19.11.23 | північ та центр України  | північ та центр України  | 20     | 5       | 15 збиті ППО                                                                              | —                     |
| 19.11.23 | Черкаська обл.           | Звенигородський р-н      | 20     | 5       | відомо про пошкодження пʼяти будинків                                                     | —                     |
| 21.11.23 | Україна                  | Україна                  | 11     | 1       | 10 збиті ППО                                                                              | —                     |
| 22.11.23 | північ України           | північ України           | 14     | —       | 14 збиті ППО                                                                              | —                     |
| 24.11.23 | Україна                  | Україна                  | 3      | —       | 3 збиті ППО                                                                               | —                     |
| 25.11.23 | Київ                     | Київ                     | 75     | 1       | 74 збиті ППО, внаслідок падіння уламків є руйнування та постраждалі в низці районів Києва | 5 поранено            |
| 25.11.23 | Україна                  | Україна                  | 75     | 1       | 74 збиті ППО, внаслідок падіння уламків є руйнування та постраждалі в низці районів Києва | —                     |
| 26.11.23 | Україна                  | Україна                  | 9      | 1       | 8 збиті ППО                                                                               | —                     |
| 28.11.23 | Україна                  | Україна                  | 1      | —       | 1 збитий ППО                                                                              | —                     |
| 29.11.23 | Україна                  | Україна                  | 21     | —       | 21 збиті ППО                                                                              | —                     |
| 29.11.23 | Краснодарський край, РФ  | Краснодарський край, РФ  | 1      | —       | відомо про щонайменше один БпЛА який передчасно упав                                      | —                     |
| 30.11.23 | Україна                  | Україна                  | 20     | 6       | 14 збиті ППО                                                                              | —                     |

### Грудень
У грудні 2023 було зафіксовано щонайменше 625 БпЛА та 116 влучання (19%), з яких 42 влучання відбулися в атаці по прифронтових регіонах.
| дата     | регіон                         | місце                          | всього | влучань | влучання                                                                                                 | жертви                 |
| -------- | ------------------------------ | ------------------------------ | ------ | ------- | --- | ---------------------- |
| 01.12.23 | південь та схід України        | південь та схід України        | 25     | 7       | 18 збиті ППО                                                                                             | —                      |
| 02.12.23 | Одеська обл.                   | Одеська обл.                   | 11     | 1       | 10 збиті ППО                                                                                             | —                      |
| 03.12.23 | південь та центр України       | південь та центр України       | 12     | 2       | 10 збиті ППО                                                                                             | —                      |
| 04.12.23 | південь та схід України        | південь та схід України        | 23     | 5       | 18 збиті ППО, влучання по об'єктах цивільної інфраструктури                                              | —                      |
| 05.12.23 | Україна                        | Україна                        | 17     | 7       | 10 збиті ППО                                                                                             | —                      |
| 06.12.23 | Україна                        | Україна                        | 48     | 7       | 41 збиті ППО                                                                                             | —                      |
| 07.12.23 | південь та центр України       | південь та центр України       | 18     | 3       | 15 збиті ППО                                                                                             | 1 загиблий             |
| 08.12.23 | Україна                        | Україна                        | 8      | 3       | 5 збиті ППО                                                                                              | —                      |
| 11.12.23 | Миколаївська обл.              | Миколаївська обл.              | 18     | —       | 18 збиті ППО                                                                                             | —                      |
| 12.12.23 | Україна                        | Україна                        | 15     | 6       | 9 збиті ППО                                                                                              | —                      |
| 13.12.23 | південь та України             | південь та України             | 10     | —       | 10 збиті ППО                                                                                             | —                      |
| 14.12.23 | Грінду, Румунія                | Грінду, Румунія                | 1      | —       | міністерство оборони Румунії заявило, що БпЛА, збитий під час чергової атаки впав на румунську територію | —                      |
| 14.12.23 | Одеська обл.                   | Одеса                          | 42     | 1       | 41 збиті ППО, пошкоджено уламками гуртожиток і будинки                                                   | 11 поранено            |
| 14.12.23 | Одеська обл.                   | Ізмаїл                         | 42     | 1       | пошкоджено склади зерна                                                                                  | 11 поранено            |
| 15.12.23 | центр та південь України       | центр та південь України       | 14     | —       | 14 збиті ППО                                                                                             | —                      |
| 16.12.23 | центр, південь та схід України | центр, південь та схід України | 31     | 1       | 30 збиті ППО                                                                                             | —                      |
| 17.12.23 | центр та південь України       | центр та південь України       | 20     | —       | 20 збиті ППО, падіння бойової частини БпЛА на житловий будинок                                           | 1 загиблий             |
| 18.12.23 | центр, південь та схід України | центр, південь та схід України | 5      | —       | 5 збиті ППО                                                                                              | —                      |
| 19.12.23 | Хмельницька обл.               | Хмельницька обл.               | 2      | —       | 2 збиті ППО                                                                                              | —                      |
| 20.12.23 | центр та південь України       | центр та південь України       | 19     | 1       | 18 збиті ППО, пошкоджено будівлі                                                                         | —                      |
| 21.12.23 | Україна                        | Україна                        | 35     | 1       | 34 збиті ППО, пошкоджено будівлі                                                                         | —                      |
| 22.12.23 | центр та південь України       | центр та південь України       | 28     | 4       | 24 збиті ППО                                                                                             | —                      |
| 22.12.23 | центр та південь України       | центр та південь України       | 9      | —       | 9 збиті ППО                                                                                              | —                      |
| 24.12.23 | Україна                        | Україна                        | 15     | 1       | 14 збиті ППО                                                                                             | —                      |
| 25.12.23 | центр та південь України       | центр та південь України       | 31     | 3       | 28 збиті ППО                                                                                             | —                      |
| 26.12.23 | південь України                | південь України                | 19     | 6       | 13 збиті ППО                                                                                             | —                      |
| 27.12.23 | Україна                        | Україна                        | 46     | 14      | 32 збиті ППО, більшість ударних БпЛА спрямовано по прифронтових регіонах                                 | 2 загиблих, 4 поранено |
| 27.12.23 | Одеська обл.                   | Одеса                          | 46     | 14      | відомо про падіння уламків БпЛА на житловий будинок                                                      | 2 загиблих, 4 поранено |
| 28.12.23 | центр та схід України          | центр та схід України          | 8      | 1       | 7 збиті ППО                                                                                              | —                      |
| 29.12.23 | Україна                        | Україна                        | 36     | 9       | 27 збиті ППО                                                                                             | —                      |
| 29.12.23 | Львівська обл.                 | Львів                          | 36     | 9       | відомо про два влучання в об'єкти критичної інфраструктури                                               | —                      |
| 29.12.23 | Одеська обл.                   | Одеса                          | 36     | 9       | відомо про влучання у багатоповерхівку                                                                   | —                      |
| 30.12.23 | Хмельницька обл.               | Хмельницька обл.               | 10     | 5       | 5 збиті ППО                                                                                              | —                      |
| 31.12.23 | південь та схід України        | південь та схід України        | 49     | 28      | 21 збиті ППО, більшість ударних БПЛА спрямовано по прифронтових регіонах                                 | —                      |